# Viscount Tara
Viscount Tara (auch Taragh), in the County of Meath, war ein erblicher britischer Adelstitel in der Peerage of Ireland.
Der Titel wurde am 2. Juli 1650 vom damals noch exilierten König Karl II. für den irischen royalistischen Militär Hon. Thomas Preston geschaffen. Dieser war der zweite Sohn des Christopher Preston, 4. Viscount Gormanston. Der Titel erlosch, als dessen kinderloser Enkel, der 3. Viscount, am 6. Juli 1674 ermordet wurde.

## Liste der Viscounts Tara (1650)
- Thomas Preston, 1. Viscount Tara (1585–1655)
- Anthony Preston, 2. Viscount Tara (1618–1659)
- Thomas Preston, 3. Viscount Tara (1652–1674)